# 松平忠実
松平 忠実（まつだいら ただざね）は、安土桃山時代から江戸時代前期にかけての武将・旗本。五井松平家7代。官位は従五位下・土佐守。下総国海上郡の飯沼陣屋（現在の千葉県銚子市）を居所とし、加増を受けて6000石の大身となった。

## 略歴
6代・松平伊昌の長男として誕生。母は伊昌の正室である酒井忠次の娘。
慶長3年（1598年）に元服し、徳川秀忠から諱の一字を賜って忠実と名乗る。
慶長5年（1600年）、関ヶ原の戦いでは父・伊昌に代わって出陣。慶長13年（1608年）、従五位下土佐守に叙任される。慶長19年（1614年）の大坂冬の陣の際には郡山城の警備にあたり、翌年の大坂夏の陣の際には伏見城の警備に当たった。元和2年（1616年）2月、発病中の徳川家康に召されて駿府城に赴き、密事（内容は不明）を受けて伏見城に戻り、3年間在城したという。その後所領に帰り、年頭ごとに参府したという。
『寛政譜』によれば、寛永4年（1627年）に知行地を海上郡内に移されて徳川秀忠から黒印状を賜ったとある。天正18年（1590年）に伊昌が下総国印旛郡内に2000石の所領を得ており、『寛政譜』の記述に従えばそこからの移封となるが、実際には文禄元年（1592年）の時点で伊昌は海上郡銚子の飯沼陣屋に移っている（松平伊昌参照）。寛永9年（1632年）に大番頭となる。寛永12年（1635年）に海上郡内で4000石を加増され、合計6000石を領した。
慶安5年8月23日（1652年）、京の二条城の守衛にあった際に没した。墓所は下総国海上郡岡野台村の等覚寺。この寺はもともと「成就院」という名であったが、忠実の院殿号によって改称した。等覚寺では忠実を中興開基としており、忠実以後代々の墓所がある。
家督は長男の伊耀が継いだ。

## 系譜
『寛政譜』では以下の順で子女が示されている。
- 松平伊耀（忠宜） - 家督を継ぐ
- 松平忠尚 - 別家を立てる[5]
- 松平元成 - 徳川家光に拝謁したことが記録されているが、その後は不明[5]
- 女子 - 松平忠房養女[5]
- 女子 - 松平康盛室[5]
- 女子 - 坂井成令室[5]